# Ерофеев, Николай Семёнович
Николай Семёнович Ерофеев (7 июня 1911, Пушкино, Подмосковье — 6 сентября 1993 ) — советский геолог-нефтяник, учёный, заслуженный деятель науки и техники РСФСР.

## Краткая биография
- 1911 — 7 июня в г. Пушкино (Подмосковье) в семье архитектора и учительницы родился Николай Семенович Ерофеев.
- с 1921 года, когда родители умерли от тифа, воспитывался в семье инженера-нефтяника М. И. Дешевого — преподавателя Майкопского техникума.
- 1921—1930 — Учёба в школе г. Краснодара.
- 1930—1935 — Учёба в Московском нефтяном институте им. И. М. Губкина (геолого-разведочный факультет). Производственная практика на Сахалине.
- 1935—1938 — Геолог геолого-поисковой конторы треста «Сахалиннефть», г. Оха, Сахалин.
- 1938—1941 — Старший геолог геолого-поисковой конторы треста «Сахалиннефть», Оха.
- 1941—1942 — Помощник начальника штаба 428 отд. Артиллерийского дивизиона отд. Сахалинской стрелковой бригады.
- 1942—1945 — Главный геолог — заместитель управляющего трестом «Сахалиннефть» объединения «Дальнефть», Оха.
- 1945—1950 — Главный геолог заместитель начальника объединения «Дальнефть», до 1947 года — Хабаровск, затем Оха.
- 1950—1953 — Главный геолог — заместитель управляющего трестом «Бугульманефть» объединения "Татнефть, г. Лениногорск.
- 1953—1954 — Заместитель главного геолога объединения «Татнефть», Бугульма.
- 1954—1956 — Главный геолог — заместитель начальника Главзападнефтедобычи Министерства нефтяной промышленности СССР, Москва.
- 1956—1964 — Главный геолог — член коллегии Главгаза СССР, Москва.
- 1964—1965 — Заместитель председателя Госкомитета нефтедобывающей промышленности при Госплане СССР, Москва.
- 1965—1977 — Заместитель министра нефтяной промышленности СССР, член коллегии, Москва.
- 1977—1984 — Руководитель лаборатории ИГИРГИ, Москва.
- 1993 — 6 сентября в Москве скончался Николай Семенович Ерофеев, похоронен на Хованском кладбище.

Соавтор монографий:
- Белов К. А., Васильев В. Г., Елин Н. Д., Ерофеев Н. С. и др. Газовые месторождения СССР. Гостоптехиздат, 1961. 748 с. с илл.; 2 л. схем
- Методика оценки прогнозных запасов нефти и газа. М., Гостоптехиздат, 1962. 83 с. Авт.: Н. И. Буялов, В. Г. Васильев, Н. С. Ерофеев и др.
- Поиски и разведка газовых месторождений в СССР за четыре года семилетки. Гостоптехиздат, 1963 — Всего страниц: 171

## Государственные и отраслевые награды
Награждён:
- орденом Ленина
- двумя орденами Трудового Красного Знамени
- медалями
- Заслуженный деятель науки и техники РСФСР
- Почётный нефтяник